# S/S Stavenes
S/S Stavenes är ett norskt koleldat ångfartyg  från 1904 som byggdes av Bergen Mekaniske Verksted som isförstärkt  passagerarfartyg åt Nordre Bergenhus Amts Dampskibe, senare Fylkesbåtarna.
Hon sattes in i lokaltrafiken i Sogn og Fjordane fylke och användes också som isbrytare på Sognefjorden.
År 1934 byggdes Stavenes om så att hon kunde transportera bilar på fördäck och sattes in som färja mellan Lærdal och Vadheim. Bilarna ställdes på  tvären och 7-8 kunde tas med åt gången. År 1954 byggdes kommandobryggan in och Stavern byggdes om till motorfartyg.  Ångmaskinen och ångpannan ersattes av en begagnad 
brittisk dieselmotor.
Stavern seglade på olika rutter till 1972 och i april året efter köptes hon av en privatperson i England som ville använda henne som fritidsfartyg. Nästan tjugo år senare återfanns hon, starkt förfallen, i Liverpool och hämtades hem till Norge.
År 1991 bogserades hon till Granvin där Veteranskibslaget Stavenes bildades för att renovera fartyget och återföra henne till
1939 års utseende. Projektet stoppades snart av brist på pengar och återupptogs först år 2007. Hon skyddades 1992 av Riksantikvaren och 2009 beviljade de en miljon kronor till renoveringen. Projektet fick efterhand också stöd av 
Fjord1 Fylkesbaatane, kommuner i nuvarande Vestland fylke, företag och privatpersoner. En ångmaskin med 237 hästkrafter från Plenty & Son köptes in och år 2016 kunde Stavern gå för egen maskin igen.